# 程福波
程福波（1970年9月—），汉族，重庆璧山人。中华人民共和国政治人物。南京航空学院管理系工业管理工程专业毕业，工程硕士学位，研究员级高级工程师。早年长期在成都飞机工业集团工作，并任职至集团董事长。1992年1月加入中国共产党；曾任中共广东省委常委、组织部部长。现任中国兵器工业集团董事长。

## 经历
1988年，程福波考入南京航空学院管理系学习；本科毕业后，被分配到原航空航天工业部成都飞机工业公司（简称“成飞”）装配厂工作。此后，他在成飞工作26年；历任装配厂调度员，党办秘书科秘书、副科长，第16车间筹备组组长、主任，民用飞机制造公司副经理，生产指挥长、副总工程师，集团工会主席，集团公司董事、党委副书记、书记，副董事长、副总经理；期间，曾在北京航空航天大学经济管理学院进修；2013年5月，出任成都飞机工业集团董事长、党委书记。2018年1月，任中国商用飞机有限责任公司副总经理。
2020年7月，程福波转任地方，出任陕西省人民政府副省长；次年12月，任中共陕西省委常委、兼副省长（至2022年1月）；2022年1月起，兼任省委组织部部长。
2022年12月，任广东省委常委、组织部部长。
2024年4月底，任中国兵器工业集团董事长。